# Acanthostichus
Acanthostichus es el único género de la tribu Acanthostichini, hormigas de la familia Formicidae.
Son especies de hormigas tropicales, son subterráneas, especializadas en alimentarse de otras especies de hormigas o de termitas.

## Especies
- Acanthostichus brevicornis Emery, 1894
- Acanthostichus femoralis Kusnezov, 1962
- Acanthostichus fuscipennis Emery, 1895
- Acanthostichus kirbyi Emery, 1895
- Acanthostichus laticornis Forel, 1908
- Acanthostichus niger Santschi, 1933
- Acanthostichus quadratus Emery, 1895
- Acanthostichus sanchezorum MacKay, 1985
- Acanthostichus serratulus (Smith, 1858)
- Acanthostichus skwarrae Wheeler, 1934
- Acanthostichus texanus Forel, 1904